# 滝学園本館
滝学園本館（たきがくえんほんかん）は、愛知県江南市東野町米野1番地の滝中学校・高等学校敷地内にある建築物。
1926年（大正15年）に滝実業学校本館として竣工し、2001年（平成13年）に登録有形文化財に登録された。建物中央部の時計台は地域の景観のシンボルとされている。本稿では1933年（昭和8年）に竣工して滝学園本館と同時に登録された滝学園講堂（たきがくえんこうどう）についても説明する。

## 歴史

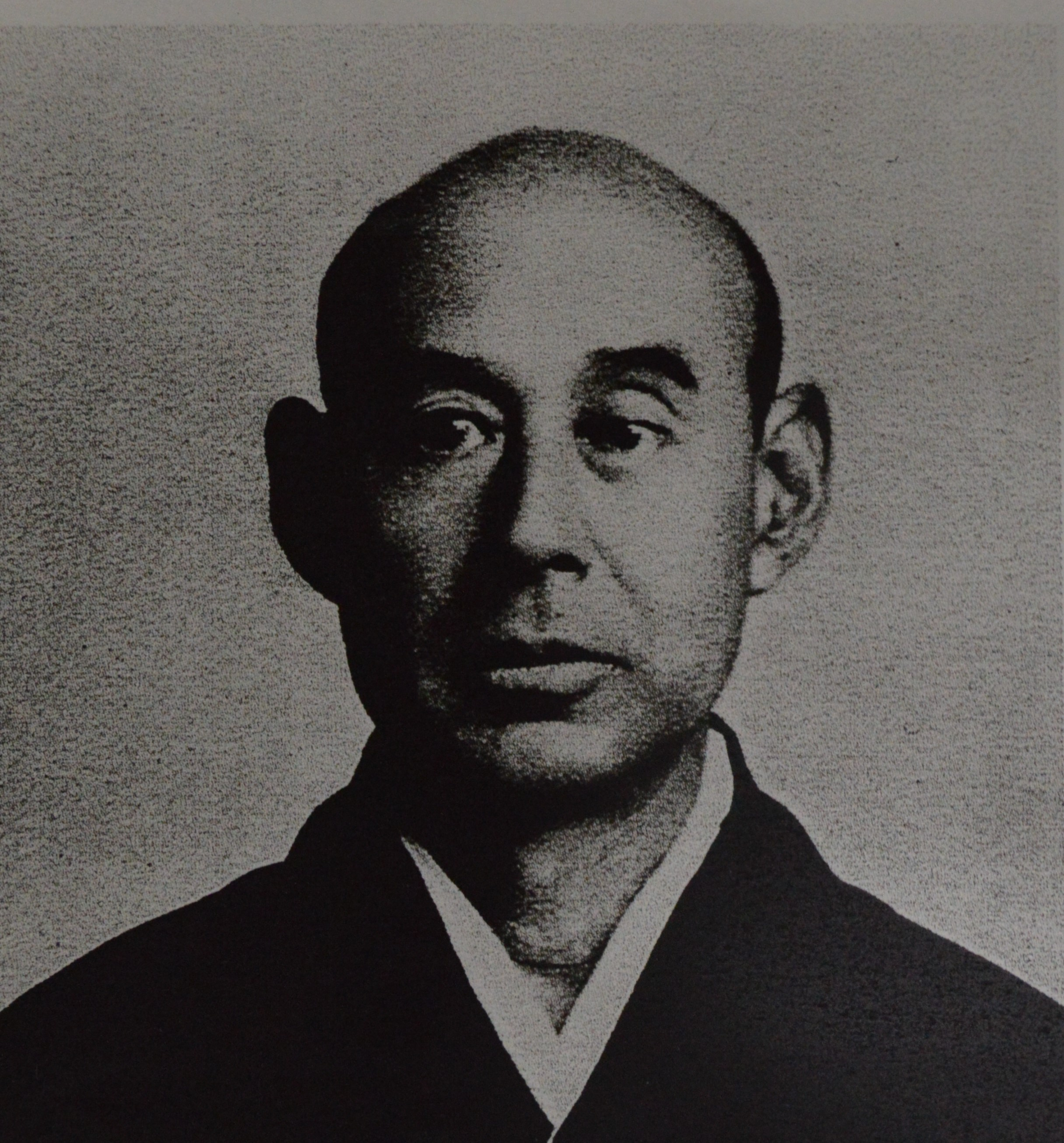
滝学園の創設者である滝信四郎

### 創立と本館の竣工
1926年（大正15年）4月、滝兵商店（現・タキヒヨー）代表取締役の滝信四郎は丹羽郡古知野町東野（現・江南市東野町）に滝実業学校を創立した。入学式の時点で完成していた建物は雨天体操場と柔剣道場のみであり、本館が完成したのは同年12月のことである。1927年（昭和2年）には理科教室、1928年（昭和3年）には養蚕室など、1933年（昭和8年）には講堂、図書館、正門が完成した。

### 戦争とその後
太平洋戦争末期の1945年（昭和20年）4月、名古屋陸軍造兵廠熱田製造所が滝実業学校に工場疎開した。本館1階に工作機械が搬入され、本館2階も作業場となった。剣道場、柔道場、鶏舎、養蚕室なども工場に改修された。軍属280人、学徒動員の愛知県立第一高等女学校の生徒100人、滝実業学校拓殖科3年の140人が働き、陸軍の一〇〇式重爆撃機 呑龍に吊り下げて用いる木製の飛行機型爆弾を製造した。
1948年（昭和23年）には学制改革によって滝実業学校が滝実業高等学校に改組された。1963年（昭和38年）には舟木一夫の曲『高校三年生』が大ヒットし、同年11月には舟木一夫が主演する映画『高校三年生』も公開され、学校内のシーンは本校でロケが行われた。
講堂は卒業式や入学式などの行事に用いられている。1998年（平成10年）には創立70周年を記念して改修工事が行われ、11月26日には新校舎の建設を含む竣工記念式典が行われた。

### 近年の動向
2001年（平成13年）8月28日、滝学園本館と滝学園講堂が登録有形文化財に登録された。本館は校舎として建てられたが、同年時点では事務室や職員室として用いられていた。登録有形文化財に登録される学校施設は講堂が多く、校舎として建てられた建物が登録されるのは珍しいとされる。
2003年（平成15年）に愛知県が講堂の調査を行った際、校長の吉田朋正によって御真影などを保管する奉安庫が発見された。戦後には連合国軍最高司令官総司令部によって全国の奉安庫の取り壊しが命じられたため、この時点で愛知県内で確認されていた奉安庫は、日本郵政公社東海支社と金城学院高等学校榮光館のもののみだった。
2024年（令和6年）に公開された映画『青春ジャック 止められるか、俺たちを2』では、滝学園本館もロケに用いられた。なお、脚本・監督を務めた井上淳一は本校の卒業生である。

## 建築

### 滝学園本館

#### 設計者
本館の設計は村瀬國之助、施工は安藤組が担当。村瀬國之助は1895年（明治28年）に工手学校（現・工学院大学）造家学科を卒業した建築家であり、大日本帝国陸軍や文部省の技手として勤務した後、大正時代後半以降に愛知県で活動した。村瀬國之助は滝学園本館に加えて滝学園講堂も設計している。村瀬國之助は滝信四郎と懇意であり、蒲郡ホテルの建設工事などにも携わっている。

#### 建築面の特色
建物の外観は左右対称であり、中央部と両端部が手前にせり出している。長い廊下の片側に教室が並ぶ片廊下式の校舎であり、中央部の上部にはペディメントが配されている。建物の柱や壁は火山灰入りのセメントモルタルで濃い灰色、柱の上部や2階の上部は薄い灰色の二色で塗り分けられている。
柱、梁、外壁、2階の床面がコンクリート造であり、1階の床面、小屋組み、屋根が木造の混構造である。小屋組みは木造トラスであり、鉄筋コンクリートの桁の上に木材の桁を置き、その上にトラスの両端を置いて固定している。1920年代の愛知県の地方都市では、刈谷町立亀城尋常小学校（現・刈谷市郷土資料館）などもコンクリート造と木造の混構造であり、鉄筋コンクリート造が地方都市に普及する過程の建築様式であるとされる。
滝信四郎は建築への関心が強く、自身の邸宅にしても滝実業学校にしても目を引く建物を設計させた。1926年（大正15年）時点の愛知県において、鉄筋コンクリート造の校舎は滝実業学校本館の他に愛知県第一中学校のみだったとされる。

### 滝学園講堂
講堂も本館同様に壁面が鉄筋コンクリート造であり、小屋組みは鉄骨トラスとなっている。
講堂は無装飾に近いデザインであり、出入口は三連となっている。出入口の銅製の建具は竣工当初のままであり、欄干には花柄模様のガラスがはめ込まれている。玄関ホール、玄関周り、舞台、椅子など、内部はアール・デコの意匠が採用されている。800人を収容する。